# Sixten Rosenqvist
Karl Fritiof Sixten ”Tjärpapp” Rosenqvist, född 14 december 1918 i Örgryte församling, död 28 februari 1977 i Härlanda församling, var en svensk fotbollsspelare (halvback) som spelade för Gais åren 1940–1951. Han anses vara en av Gais allra mest klassiska spelare, och spelade över 200 matcher för klubben.

## Biografi

### Ungdomsår
Rosenqvist föddes i Göteborgsstadsdelen Gårda och var fotbollstokig redan som barn. Som Gårdapojk hejade han naturligt på Gais, och då hans far var lokförare kunde han ofta följa med på tåget då klubben åkte på bortamatcher. Han kom så småningom med i ett pojklag kallat King, där även blivande gaisarna Åke Andersson och Göte Sjösten huserade. I King spelade Rosenqvist oftast vänsterytter, och det var på den positionen han började i Gais juniorlag som 14-åring.
Därefter bytte han till en annan Gårdaklubb, Parker, där han spelade i tre år, först i klass 3 och därefter i klass 2 i Göteborgsserien. Han blev sedan uttagen till Gais B-lag, i en match mot Jonsereds IF:s B-lag. Rosenqvist spelade vänsterinner och gjorde första målet i matchen, som slutade 2–1.

### Seniorkarriär
Under krigsåret 1939, då många ordinarie fotbollsspelare blev inkallade i armén, fick så Rosenqvist debutera i Gais A-lag i finalen i distriktsmästerskapet. Gais besegrade Lundby IF och tog hem mästerskapet. Lagledaren "Abben" Olsson satte honom i denna match som vänsterhalv, och på den positionen blev han sedan kvar.
Gais spelade säsongen 1940/1941 i division II, och Rosenqvist spelade samtliga 18 matcher när klubben vann västra gruppen stort. Efter kval mot Halmstads BK blev Gais klart för allsvenskan. Säsongen 1941/1942 blev det en andraplats i allsvenskan för Gais och Rosenqvist, som spelade samtliga klubbens 22 matcher i serien. Rosenqvist var även med då Gais vann svenska cupen 1942, efter en dramatisk final mot IF Elfsborg. Sommaren 1942 togs han ut i pressens lag för ett möte med svenska landslaget, tillsammans med tre andra gaisare: Arne Gustafsson, Sven "Jack" Jacobsson och Göte Sjösten.
Under resten av 1940-talet bildade Rosenqvist en stabil halvbackskedja tillsammans med Sven "Jack" Jacobsson och Bertil Sernros, och han kom att bli en av Göteborgs stora fotbollskändisar detta årtionde. I en match mot Djurgårdens IF hösten 1945 fick han till och med spela som målvakt sedan ordinarie burväktaren Yngve Högberg hade skadat sig. Matchen vann Gais med 2–1.
Under sina sammanlagt elva år med Gais (1940–1951) spelade Rosenqvist 212 matcher och gjorde 7 mål.

### Tränarkarriär
Rosenqvist var efter den aktiva karriären huvudtränare när Kinna IF 1953 tog sig upp i division II, och var därefter huvudtränare för Gais tillsammans med Gösta Hallberg 1955/1956 och med Karl-Erik Grahn 1956/1957.

## Spelstil
Rosenqvist beskrivs som en svårpasserad halvback som det gjorde ont att hamna i duell med. Han kunde vara ganska elak och tuff, vilket hans smeknamn ibland anses syfta till. Ofta spelade han på gränsen till det tillåtna. Han var även en god taktiker och mycket bra på frisparkar.

## Smeknamn
Det finns två olika historier om hur Rosenqvist fick sitt smeknamn "Tjärpapp". Den ena är att han helt enkelt var en tuff halvback som satt klistrad mot motståndaren som tjärpapp. Det finns en anekdot om hur "Tjärpapp" under en match mot IFK Göteborg låg så tätt på IFK:s stjärna Gunnar Gren att Gren i halvtid ska ha sagt: "Ja, det är väl lika bra att du hänger med i omklädningsrummet också."
Den andra är en anekdot från Rosenqvists barndom, då han och några kamrater en vinterdag roade sig genom att kasta bitar av tjärpapp upp i luften. Bitarna var hårda och isiga, och det ville sig inte bättre än att en tjärpappsbit träffade honom rakt över näsan och skar av honom nästippen. Han blev hopsydd och omplåstrad, men när skolkamraterna undrade vad som hade hänt svarade Rosenqvist lakoniskt bara "tjärpapp".